# Deus Ex Machina (manga)
Pour les articles homonymes, voir Deus ex machina (homonymie).
Deux Ex Machina (デウスＸマキナ) est un manga de type shonen créé par Wataru Karasuma. Il est prépublié dans le magazine Dengeki Comic Gao! du 21 mai 2008 au 27 octobre 2010. En France, le manga est publié par l’éditeur Soleil Manga.

## Histoire
Les "Mécanismes" sont des androïdes de combat qui ont été créés par les hommes qui sont devenus une menace depuis la fin de la guerre.
Certains d'entre eux sont entre les mains d'opportunistes qui s'en servent comme gardes du corps ou assassins, d'autres errent sur les terres arides, attaquant les voyageurs. Pour contrer ce chaos, une organisation voit le jour : l'AMC. Elle envoie différents agents sur le terrain pour éliminer les Mécanismes renégats. L'un d'entre eux, Machina, une jeune fille au caractère exécrable, s'aventure ainsi dans différents villages accompagnée de son Mécanisme, Deus.